# Foil de ala

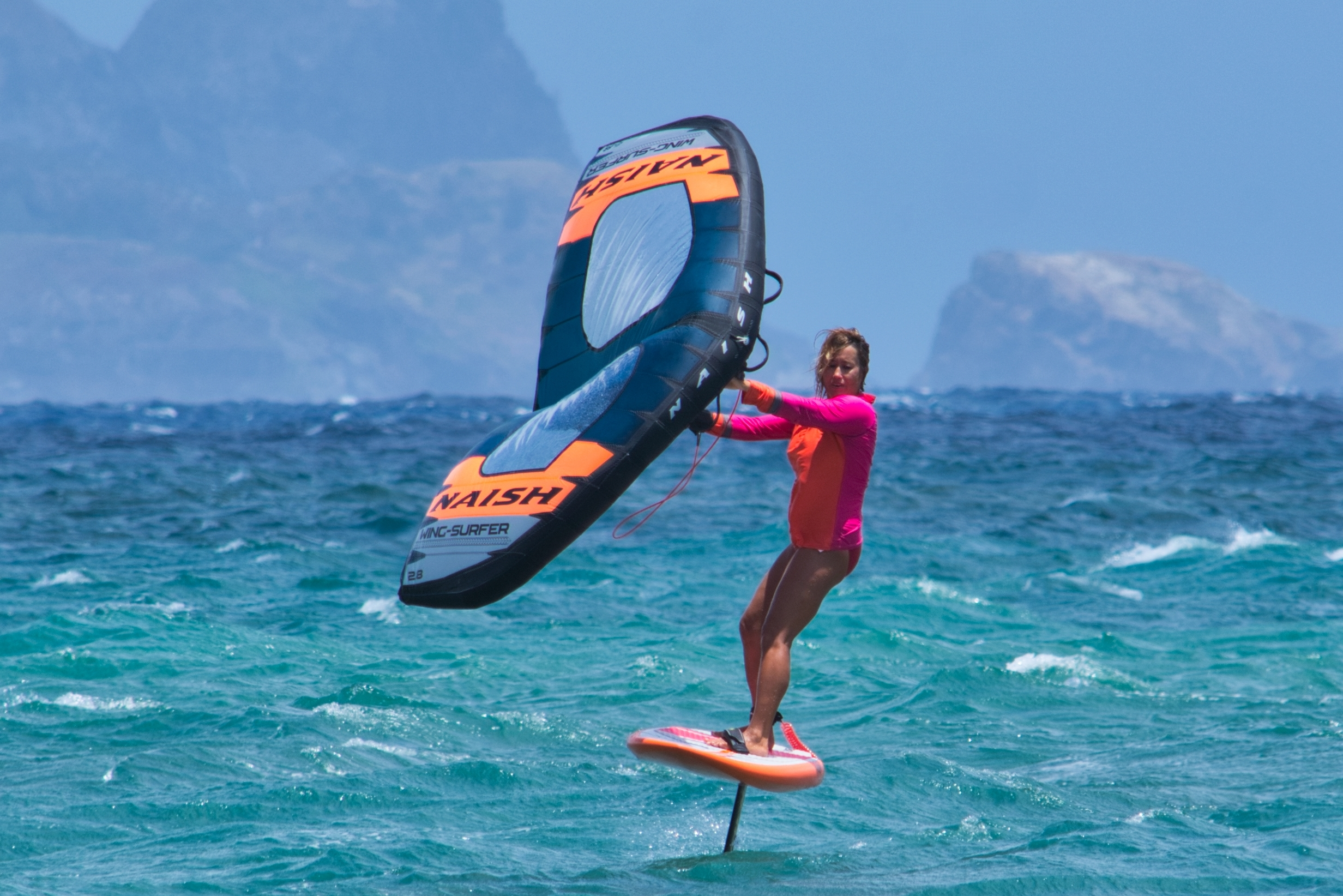
Vuelo con foils en Maui, Hawái.

El wing foiling o wing surfing o winging es un deporte extremo náutico, en el que wingsurfista utiliza un sub con un foil incrustado a la tabla y tiene un ala en las manos la cual es impulsada por el viento. Se desarrolló a partir del kitesurf, el windsurf y el surf. 
El wingsurfista, de pie sobre una tabla, que puede ser de varias formas, ya sea de surf tradicional, de kitesurf o de windsurf, se agarra directamente a un ala, la cual es inflable como el cometa en el kitesurf. Genera tanto fuerza ascendente como propulsión lateral y así mueve la tabla a través del agua, mientras mayor el tamaño de la tabla y del ala, mayor la capacidad de flotar, mientras mayor el foil y menor el tamaño del ala y de la tabla, más rápido y más alto se mueve el wingsurfista. El reciente desarrollo de las tablas con quilla, que planean muy rápidamente sobre una aleta de hidroala y, por lo tanto, se elevan del agua produciendo una baja fricción, representan la plataforma hidrodinámica complementaria ideal para las alas. 

## Historia

### Precursores
La historia del wing foiling, o simplemente "winging", comienza con la invención de la tecnología pre-hidroplano, el wing surfing, que se remonta a 1981, cuando el ingeniero aeronáutico Jim Drake, que también inventó el windsurf,y Uli Stanciu, pionero europeo del windsurf, juntos inventaron y patentaron la primera ala de wingsurf del mundo.
Su concepto se utilizó en una tabla de windsurf de gran tamaño y sin foil. 
Pasarían quince años desde la invención del windsurf por el mismo Jim Drake en 1967, hasta que Drake inventara su concepto de ala. La variación en ese entonces, además de la forma, es que ahora el ala no estaba sujetada al mástil de la tabla de windsurf.
Esto fue el resultado de una conversación entre Uli Stanciu y Jim Drake. Stanciu había notado en sus días surfeando que los peces voladores tenían alas simétricas que les permitían navegar (surfear) algunas docenas de metros y le propuso a Drake, cambiar la forma de la vela del mástil en el windsurf, por una que fuera simétrica. 

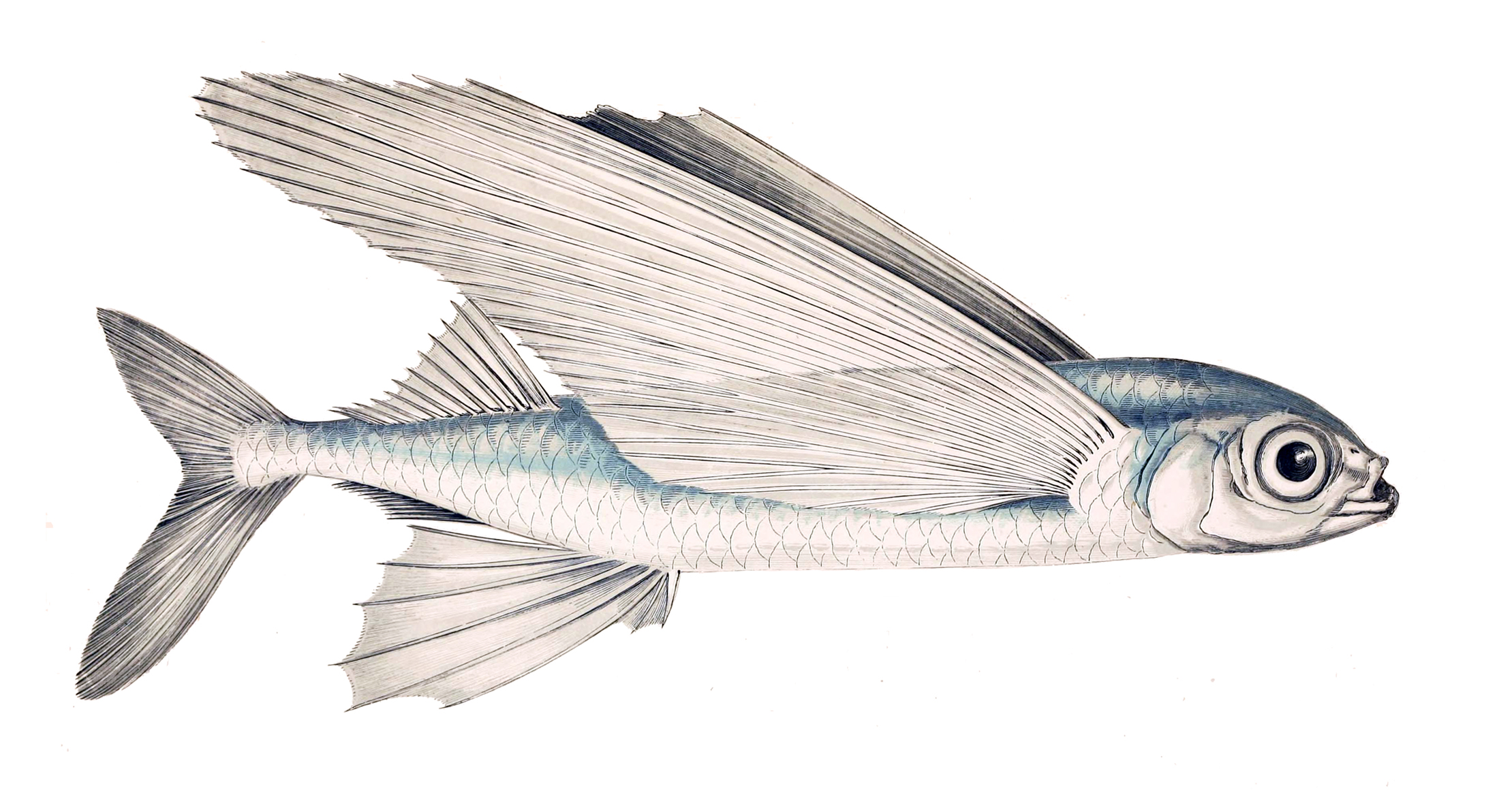
El ala de Drake estaba basada en la forma simétrica de un pez volador.

El uso del "wing" (ala), no está limitado al surf. Se puede utilizar incluso para jugar en la arena.
Fricción, es la razón física del éxito del desplazamiento sobre el agua de este deporte. 
Propulsión, al ser mezcladas unas alas livianas de a penas unos quilates, obtenemos, junto a la hidroala, una capacidad de rendimiento difícil de igualar.

### Forma moderna
2011 - Tony Logosz crea los primeros prototipos de "Slingwing" y los utilizó en una tabla de wind foil con un foil grande y de alta sustentación en Columbia Gorge . 
2018 - Flash Austin probó alas portátiles de 3,5 m² y 4 m² en un SUPfoil en Maui.  
2019 - Ken Winner comenzó a trabajar nuevamente en alas inflables y nació el deporte tal como lo conocemos. 

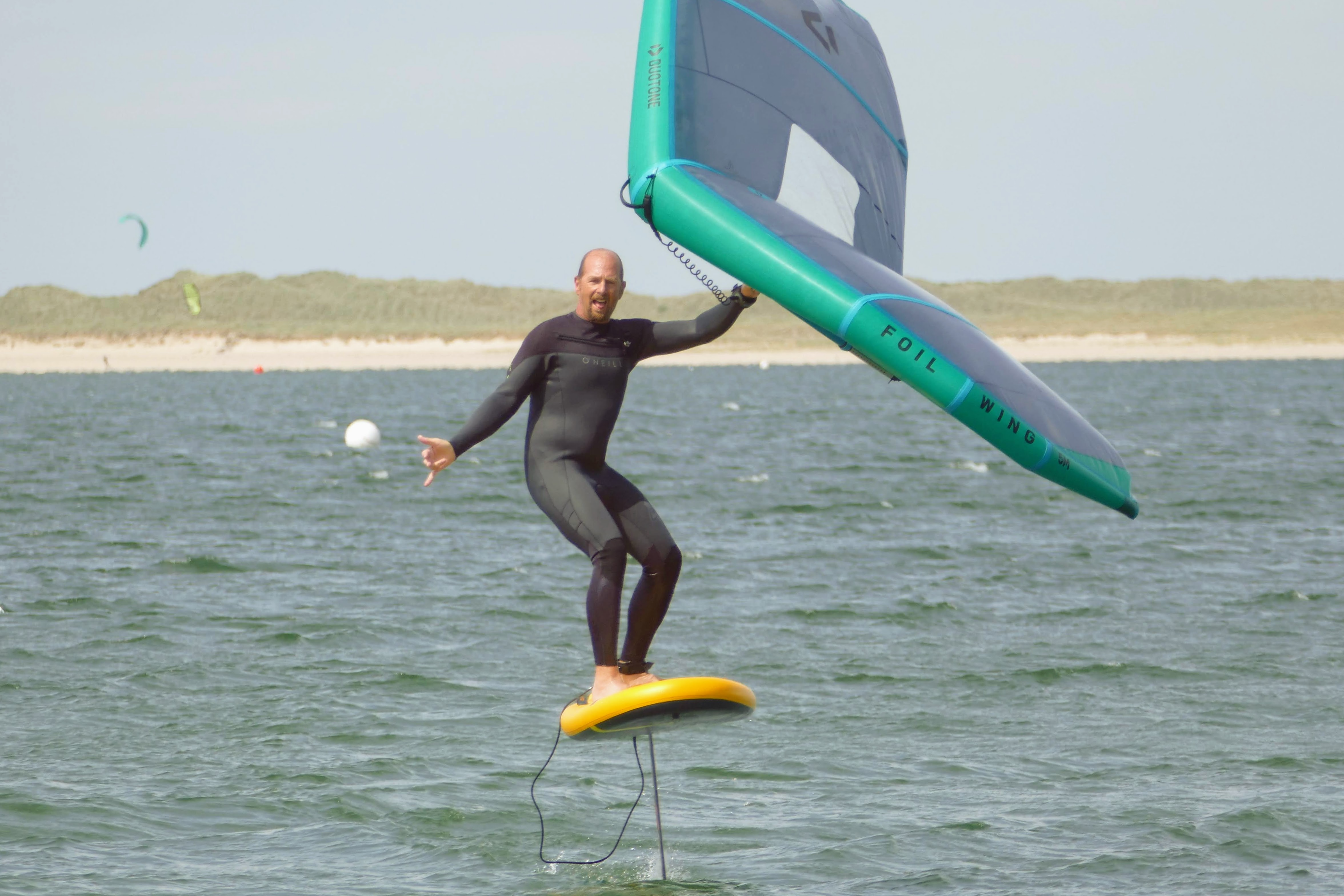
Wing foiling sobre una tabla inflable.

## Variantes de implementación
- wingfoil está tanto ligado al ala, como a la tabla, como al hidroala.
- El wingsurf está ligado al ala y a una tabla que bien puede ser de surf, kiteboard, paddle o windsurf, sin un foil o hidroala. Inclusive se puede practicar con un skimboard.[10]
- El winging está únicamente ligado al ala, se puede hacer en combinación con un skateboard, un snowboard o incluso sobre patines en línea.

## Organización
De Gira Mundial de Wingfoil se hizo oficial en 2020 como parte de la Global Wingsports Association. El objetivo del Wingfoil World Tour es organizar una competición mundial profesional y mostrar al mundo lo que el wingfoil tiene para ofrecer. Hay cuatro disciplinas: surf-freestyle, waves, freefly-slalom (carrera) y big-air. 

## Medidas
|          | 7m       | 6m       | 5m       | 4m       | 3m       | 2m     |
| -------- | -------- | -------- | -------- | -------- | -------- | ------ |
| -65 Kg   | 9-15qte  | 10-20qte | 11-22qte | 17-32qte | 22-42qte | 35+qte |
| 65-85 Kg | 9-17qte  | 10-22qte | 12-27qte | 19-37qte | 27-47qte | 40+qte |
| 85+ Kg   | 11-19qte | 13-25qte | 15-32qte | 21-44qte | 27-57qte | 45+qte |

| Longitud | Nivel         | Peso  |
| -------- | ------------- | ----- |
| 2500cm   | Lección       | +85Kg |
| 2000cm   | Principiante  | -85Kg |
| 1500cm   | Experimentado |       |
| -1500cm  | Avanzado      |       |